# Charīs Kōnstantinou
Charīs Kōnstantinou (in greco: Χάρης Κωνσταντίνου; 9 giugno 1953) è un ex calciatore cipriota, di ruolo portiere.

## Carriera
Ha giocato 6 partite per la nazionale cipriota dal 1984 e il 1987.